# Cornuti

Scudo dei Cornuti seniores dell'esercito del Magister peditum d'Occidente, come illustrato nella Notitia dignitatum.

I Cornuti erano un'unità militare di auxilia palatina del tardo Impero romano, da cui ebbero probabilmente origine le unità dei Cornuti iuniores e dei Cornuti seniores.

## Storia
La data di formazione dei Cornuti non è nota, anche se gli studiosi tendono a considerarla avvenuta in epoca costantiniana se non addirittura tetrarchica: in favore di un'origine tetrarchica testimonia un'iscrizione ritrovata in Asia minore, che sembrerebbe citare gli Ioviani Cornuti Seniores, un nome che indicherebbe che questa unità ricevette degli onori da Diocleziano; secondo altri autori, a organizzare queste auxilia fu Massimiano.
Un'ipotesi di Andreas Alföldi vuole i Cornuti protagonisti della campagna di Costantino contro l'usurpatore Massenzio, e in particolare nella battaglia di Verona (312). Questa ipotesi parte dalla constatazione che sulla Notitia dignitatum, lo scudo dei Cornuti raffigura due forme simili a serpenti che si affrontano araldicamente: questa immagine è presente su di uno scudo in un peso in bronzo raffigurante Costantino in trono, come pure su uno degli scudi raffigurati sull'Arco di Costantino a Roma; sullo stesso Arco il rilievo della battaglia avvenuta di fronte a Verona raffigura alcuni soldati costantiniani che si distinguono dagli altri per l'elmo che indossano, dotato di due protuberanze simili a corna. Tutti questi dettagli hanno fatto suggerire ad Alföldi che i Cornuti fossero un'unità formata da soldati germani presente nel comitatus di Costantino e che abbiano giocato un ruolo importantissimo nella campagna italiana del sovrano, tanto che sarebbero stati raffigurati in maniera distintiva sui rilievi dell'Arco.

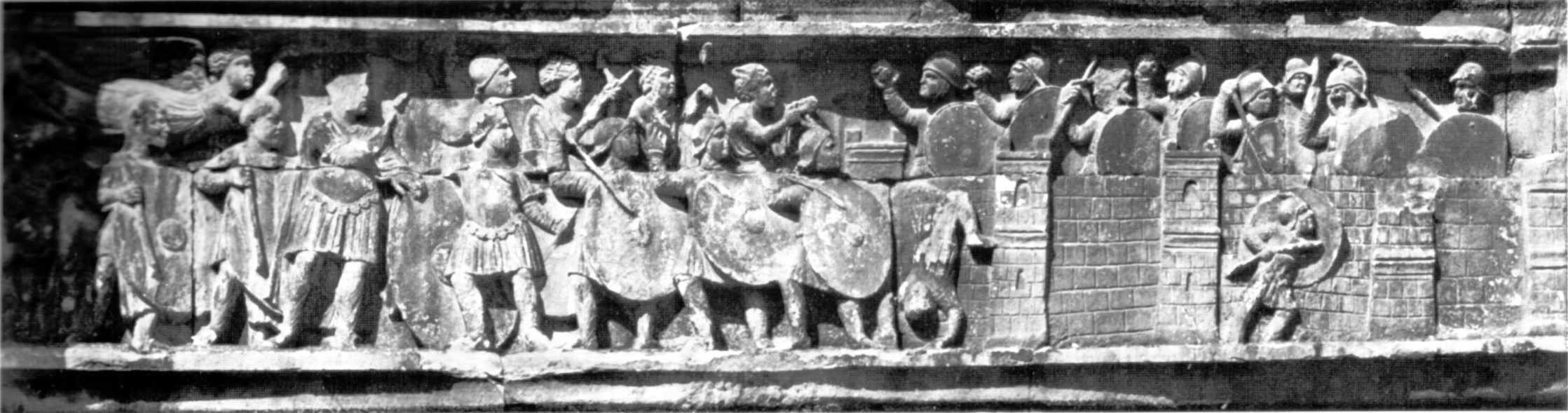
Rilievo dell'Arco di Costantino raffigurante la battaglia di Verona (312). Al centro dell'immagine alcuni soldati attaccano la città, indossando degli elmi con delle protuberanze simili a corna, particolare che li ha fatti identificare con pedites dei Cornuti.

Successivamente i Cornuti, come pure di moltissime altre unità dell'esercito romano, furono sdoppiati in due sotto-unità, i Cornuti seniores e i Cornuti iuniores. In passato si riteneva che questa divisione fosse avvenuta sotto gli imperatori Valentiniano I e Valente, ma il ritrovamento di un'iscrizione in Asia minore (AE 1977, 806), datata al 356 e che cita i Cornuti seniores, ha fatto cadere questa ipotesi, e ora si ritiene che lo sdoppiamento delle unità fu compiuto agli inizi degli anni 350, allo scopo di rinforzare l'esercito romano dopo le gravissime perdite causate dalla guerra civile tra Costanzo II e Magnenzio.
L'unità dei Cornuti (verosimilmente seniores) faceva parte del comitatus della Gallia; la sua presenza sul confine settentrionale è attestata fin dal 355. In quell'anno il loro comandante, Claudio Silvano, fu coinvolto in un pericoloso gioco di potere tra diversi personaggi della corte dell'imperatore Costanzo II, e decise di ribellarsi assumendo la porpora; Costanzo mandò presso di lui Ursicino, che prima se lo ingraziò, e poi fece leva sull'insoddisfazione degli uomini dei Cornuti e dei Brachiati (l'unità «gemella» dei Cornuti) per trovare alcuni soldati che, corrotti, catturarono Silvano e lo misero a morte.

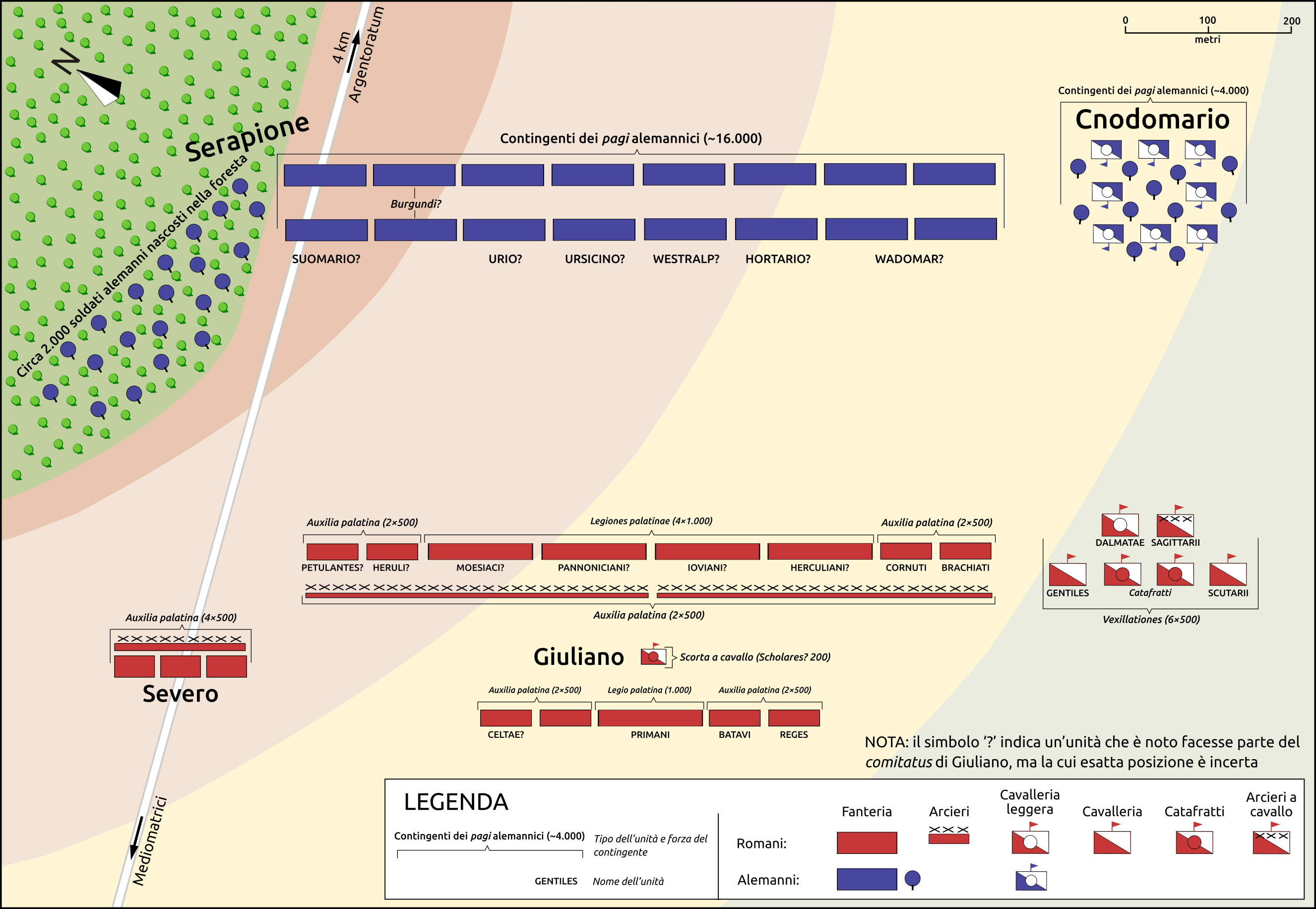
Schieramento nella battaglia di Strasburgo del 357: i Cornuti sono schierati in prima linea, sul fianco destro romano.

Nel 357, al comando del tribuno Bainobaude, attaccò e sgominò gli Alemanni che si erano accampati su alcuni isolotti del Reno dopo alcune incursioni sul territorio romano. Quello stesso anno presero parte alla battaglia di Strasburgo, agli ordini del cesare e futuro augusto Giuliano, durante la quale ressero l'urto della cavalleria alemanna assieme ai Brachiati, intimidendo il nemico con il loro barritus, un particolare grido di guerra; pur perdendo il tribuno Bainobaude nello scontro, i Cornuti contribuirono alla decisiva vittoria romana.
Nel 362/363 il futuro imperatore Valentiniano I era tribuno di uno dei tagma dei Cornuti.
Nel 377 un'unità di Cornuti fu impegnata al comando del tribunus scurariorum Barzimere nella battaglia di Dibaltum, combattuta contro i Goti nel corso della Guerra gotica: le truppe romane, sorprese dal nemico mentre stavano mettendo il campo alla fine della giornata, furono sconfitte.
La Notitia dignitatum, un documento che registra l'organico delle truppe romane d'Occidente all'epoca dell'imperatore Onorio (inizi del V secolo) e di quelle d'Oriente sotto Teodosio I (fine del IV secolo), elenca i Cornuti seniores e i Cornuti iuniores come la prima e la dodicesima unità di auxilia palatina in ordine di prestigio, tra quelle sotto il comando del magister peditum praesentalis d'Occidente, ed le assegna entrambe al comando del Magister peditum per Italiam; in Oriente è attestata un'unità, detta semplicemente Cornuti (verosimilmente seniores, a cui fa riferimento l'iscrizione AE 1977, 806), seconda in ordine di prestigio tra quelle sotto il secondo magister militum praesentalis d'Oriente. La Notitia non include riferimenti a un'unità orientale detta Cornuti iuniores, ma un'iscrizione, risalente al 413 e trovata presso la Porta Aurea di Costantinopoli, testimonia la presenza in quel luogo di soldati dei Leones iuniores e dei Cornuti iuniores: questa potrebbe essere la stessa unità occidentale trasferita in Oriente o un'omonima unità mancante dall'elenco della Notitia.
Un'iscrizione ritrovata a Roma attesta la presenza dei Cornuti seniores in città all'inizio del V secolo.